# 押尾学
押尾 学（おしお まなぶ、1978年〈昭和53年〉5月6日 - ）は、日本の元俳優、元歌手。研音、フリーランスを経て、後述の押尾学事件の発覚直前までエイベックス・マネジメントに所属していた。

## 概要
東京都出身。公称身長184cm、体重78kg。元妻は女優の矢田亜希子。
“幼少期にアメリカで8年過ごしていた帰国子女のため英語が堪能”、“16歳から19歳まで日本の米軍キャンプでハードコアロックのライブ活動をやっていた”と自称するがその証明は未だ為されていない。一時期、活動の拠点をアメリカ合衆国に移していた。幼少期のアメリカでの生活が長かった影響で中学時代は日本語が上手に話せず、敬語も使えなかったという。
ドラマに多数出演する一方で、バンド「LIV(リヴ)」のボーカル兼リーダーもつとめていた。所属事務所は研音だったが、フリー期間を経て、エイベックス・エンタテインメントに移籍していた。
2007年（平成19年）7月2日、矢田が所属事務所を通じて妊娠4か月である事を発表。自身のブログでも、結婚後初の3ショットを掲載するとともに、父になる喜びを綴っていた。
2009年（平成21年）8月2日に六本木ヒルズの高層マンションの一室で、愛人の銀座ホステスと共に合成麻薬MDMAを服用。容態が急変したホステスを放置し、保身のため救急車も呼ばず死に至らしめた保護責任者遺棄致死罪と麻薬取締法違反で逮捕。証拠隠滅を図り、死人に罪をなすりつけようとするなど悪質性が見られたため、懲役2年6月の実刑判決を受けた。

### 音楽活動
LIVとしてインディーズに移行後も、オリコンインディーズチャートで1位を獲得（総合チャートでは54位）。
2006年（平成18年）初頭、渋谷O-WESTにてベスト盤『コレクシオン・デ・オロ』の購入者を招待したマスコミシャットアウトのシークレットライブを行った。ライブには親交のある俳優の金子賢やタレントのあびる優、山崎裕太らがゲスト出演し、俳優の伊藤英明は同グループの活動に際し、花束を贈っている。
LIVとしてミュージックステーション出演した時、自分たちのジャンルをハードコアだと宣言する。
ガンズ・アンド・ローゼズのファンであり、特にボーカリストのアクセル・ローズを「永遠のヒーロー」として尊敬している。公式ブログで少年時代に彼らのライブを観た際のことに触れ「アクセルローズの全てに惚れ、その衝撃が音楽を目指すきっかけになった」と綴っていた。
2016年（平成28年）1月23日、東京都渋谷で行われたライブにLIVのメンバーとして出演
2016年（平成28年）7月、東京/渋谷と大阪/難波にて行われた「押尾学復活トークギグ」に出演、主催/司会は芸能プロモーターの伊津美敬（制作/IZUMI PROMOTION inc.）

### 人物
押尾学は語録について報道されている98パーセントは勝手につくられたものとしている。
小学生時代以来X JAPANのファンで、邦楽では一番好きなアーティストと公言している。ライブにも度々足を運び、1997年の解散ライブも見届けた。2008年3月28日にはバンド再結成後初のライブ「攻撃再開 2008 I.V.〜破滅に向かって〜」に来場し、同年5月4日には「hide memorial summit」にも来場している。

### 有罪判決と刑務所への収監
2009年（平成21年）8月2日、借りていた六本木ヒルズの高層マンションの一室で銀座ホステスとの性行為に備え、合成麻薬MDMAを共に服用してホステスが死亡した事件が発覚し（押尾学事件）、翌8月3日に麻薬取締法違反の容疑で逮捕された。
これを受けて、妻の矢田と8月7日に離婚。事件発表直前にエイベックスからマネジメント契約を解除されているが、契約解除の理由に関しては明言されておらず、関係者が本件を発覚前に知っていたのかは不明。家宅捜索でドラッグが押収された。
同年10月から東京地裁で公判が始まり、麻薬取締法違反（自己使用）について、11月2日の判決公判で懲役1年6月・執行猶予5年の有罪判決を言い渡された。その後、ホステスを死なせた「保護責任者遺棄致死罪」で逮捕、起訴されたが、。翌2010年（平成22年）9月から始まった裁判員裁判で、保護責任者遺棄致死罪ではなく、「保護責任者遺棄罪」で懲役2年6か月の実刑判決を言い渡された。押尾は判決を不服として東京高裁に即日控訴した。10月4日に保釈保証金1000万円を納付し保釈された。
2011年（平成23年）4月18日、東京高裁は一審判決を支持し、控訴を棄却した。押尾は判決を不服として最高裁に即日上告した。
2012年（平成24年）2月13日、最高裁第一小法廷（宮川光治裁判長）は上告を棄却する決定をした。これにより、懲役2年6か月の一審・二審の実刑判決が確定することとなった。押尾は上告棄却決定に対して異議申し立てをしたが、2月28日、最高裁第一小法廷（白木勇裁判長）は上告棄却決定に対する異議申し立てを棄却する決定をした。これにより保護責任者遺棄罪の懲役2年6か月の実刑判決が正式に確定した。
2012年3月29日、東京高検に出頭し、東京拘置所に収監された。押尾は裁判中に一度も、死亡したホステスや遺族への謝罪の言葉を口にしなかったが、初公判後に遺族に損害賠償金100万円と謝罪文を送付し、受け取りを拒否されていた。費用は押尾の母親や弁護人らが用意したものと見られている。服役期間は最長で3年6か月になる見通し。
なお、この事件直前に出演した角川映画「誘拐ラプソディー」では事件を受けて全出演場面の削除を決定。脇役ではあるがストーリー進行上欠かせない重要な役で、殆どの出演場面が多人数との絡みを伴うこともあり、監督の榊英雄自身が急遽代役をつとめて撮り直したうえで公開日も延期することとなった。
2013年（平成25年）5月13日に公開された獄中からの手紙によると、押尾は独房に収監されており、炊事工場（略して炊場と言う）で刑務作業を行っていることが明らかになった。また、刑務所の中で職業訓練や通信教育も始めたことを明かしている。
2014年（平成26年）12月に仮釈放となり出所。芸能界への復帰は全くないという。

## 出演作品

### テレビドラマ
- 愛、ときどき嘘（1998年4月 - 6月、日本テレビ系）
- 七曲署捜査一係'99（1999年11月、日本テレビ系）
- 輝ける瞬間（1999年12月15日、名古屋テレビ・テレビ朝日系、共同テレビ制作 主演:大沢たかお）
- 20歳の結婚（2000年7月 - 9月、TBS系）
- 金曜エンタテイメント アリバイの彼方に（2000年9月、フジテレビ系）
- やまとなでしこ（2000年10月〜12月、フジテレビ系）
- 2001年のおとこ運（2001年1月 - 3月、関西テレビ・フジテレビ系）
- ラブ・レボリューション（2001年4月 - 6月、フジテレビ系）
- 救命病棟24時 新春スペシャル（2002年、フジテレビ系）
- 春ランマン（2002年4月 - 6月、関西テレビ・フジテレビ系）初主演
- ダブルスコア（2002年10月 - 12月、フジテレビ系）反町隆史とW主演
- クニミツの政（まつり）（2003年7月 - 9月、関西テレビ・フジテレビ系）主演
- 中華一番!（2005年、台湾）
- 離婚弁護士スペシャル（2005年、フジテレビ系）
- 夢で逢いましょう（2005年、TBS系）
- 里見八犬伝（2006年1月、TBS系）

### 映画
- 実録外伝 武闘派黒社会（1999年）
- ピンチランナー（2000年）
- 苺の破片（2004年）
- KARAOKE-人生紙一重-（2005年）主演、主題歌「光陰」

### オリジナルビデオ（Vシネマ）
- 新・湘南爆走族 荒くれNIGHT 3（1999年）主演
- 新・湘南爆走族 荒くれNIGHT 4（1999年）主演

### ラジオ
- LIV 押尾学の@llnightnippon.com（2002年4月 - 9月、ニッポン放送）

### CM
- 富士フイルム チェキ（2001年）妻夫木聡と共演
- MENARD ビューネ（2001年）
- ロッテ エフ（チョコレート菓子）（2001年）

### 声優

#### ゲーム
- PS2 カオス レギオン（ジーク・ヴァールハイト）

#### アニメ
- 人間交差点（2003年5月、テレビ東京）

## ディスコグラフィー
全てLIV名義。LIVは押尾いわく「ロックバンド」であり、「押尾の音楽活動の際の名義」という意味合いとは少し異なる。

### シングル
1. Without You（2002年1月23日）TBS系列COUNT DOWN TVオープニングテーマ
2. Try（2002年5月15日）ドラマ「春ランマン」オープニングテーマ
3. SOUL（2002年10月2日）
4. May I be happy forever/FLY（2003年3月6日）
5. Are you alive?（2003年8月6日）ドラマ「クニミツの政」主題歌
6. FAKE STAR（2004年6月9日）PVに山本圭一が友情出演
7. THE SHOW（2004年8月4日）
8. 未来の花（2005年4月27日）ここまでがUNIVERSAL Jより発売
9. LOVE YOUR LIFE（2006年5月10日）
10. キンモクセイ（2006年9月20日）
11. me against myself（2007年2月7日）
12. game（2007年4月18日）

### アルバム
1. The first chapter...（2002年10月30日）
2. SKELETON KEY（2003年9月24日）
3. Mi Vida Loca[注 2]（2005年6月22日）
4. Coleccion de Oro BEST 2002-2005（2005年12月14日）ベストアルバム
5. Manifest（2007年6月27日）

### DVD
1. Clips One（2002年12月4日）
2. Clips Two（2003年11月19日）
3. LIV TOUR 2003 SKELETON KEY Live at Zepp Tokyo 2003.12.07（2004年3月24日）
4. Clips Three（2005年7月13日）
5. El Documental de Mi Vida Loca〜LIV TOUR 2005 Mi Vida Loca〜（2006年1月11日）

### 参加作品
- Returns! - m.c.+A・T（2004年2月4日）
  - 05. 「Shinin’ My“Hard”Life」
- Beastie Life（2007年5月16日）※m.c.A.T.とのコラボレーション作

## 著書
- 『A.I.G.H』光進社、2001年3月、ISBN 4877610588